# Condado de Box Elder

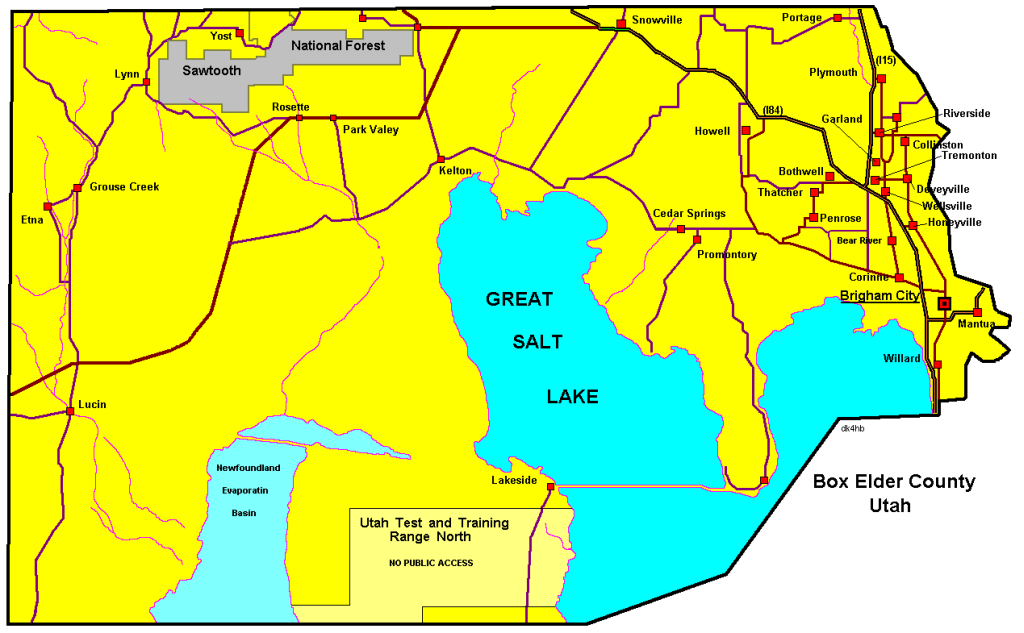
Detalle del condado de Box Elder.

Box Elder es un condado del estado de Utah, Estados Unidos. Se encuentra al norte del Gran Lago Salado, lindando al norte con la frontera de Idaho y al oeste con la de Nevada. Tiene grandes extensiones de desierto estéril, contrarrestando con altas montañas llenas de árboles. El Wasatch Front se encuentra a lo largo de la frontera sureste, donde se encuentran las principales ciudades. Según el censo de 2000, la población era de 42.745 habitantes, con un pequeño incremento respecto a 1990, cuando contaba con 36.485 habitantes. Se estima que en 2005 tenía 46.440 habitantes. Recibe el nombre de los árboles ancianos (box elder) que abundan en el condado. Su capital y mayor ciudad es Brigham City.

## Geografía
Según la oficina del censo de Estados Unidos, el condado tiene una superficie total de 17.428 km². De los cuales 14.823 km² son tierra y 2.605 km² (14.95%) es agua.
Al Este se encuentran las montañas Wellsville, pertenecientes a la cordillera Wasatch. En el Oeste hay un gran desierto, principalmente deshabitado. El Gran Lago Salado se encuentra en la zona Sur del condado. La carreter Interestatal 15 recorre la zona Este junto con la interestatal 84 por delante de Brigham City. 

### Condados adyacentes
- Cache, Utah - (Este)
- Weber, Utah - (Sureste)
- Tooele, Utah - (Sur)
- Elko, Nevada - (Oeste)
- Cassia, Idaho - (Norte)
- Oneida, Idaho - (Norte)

## Demografía
Según el censo de 2000, había 42.745 habitantes, 13.144 casas y 10.804 familias residían en el condado. La densidad de población era 3 habitantes/km². Había 14.209 unidades de alojamiento con una densidad media de 1 unidad/km².
La máscara racial del condado era 92,87% blanco, 0,17% negro o afro-estadounidense, 0,88% indio americano, 0,96% asiático, 0,08% de las islas del Pacífico, 3,45% de otras razas y 1,60% de dos o más razas. Los hispanos o latinos de cualquier raza eran el 6,53% de la población.
Había 13.144 casas, de las cuales el 47,10% tenía niños menores de 18 años, el 71,00% eran matrimonios, el 7,90% tenía un cabeza de familia femenino sin marido, y el 17,80% no son familia. El 16,00% de todas las casas tenían un único residente y el 7,40% tenía sólo residentes mayores de 65 años. El promedio de habitantes por hogar era de 3,22 y el tamaño medio de familia era de 3,63.
El 36,10% de los residentes era menor de 18 años, el 10,50% tenía edades entre los 18 y 24 años, el 25,40% entre los 25 y 44, el 17,70% entre los 45 y 64, y el 10,40% tenía 65 años o más. La media de edad era 28 años. Por cada 100 mujeres había 101,70 hombres. Por cada 100 mujeres de 18 años o más, había 98,90 hombres.
El ingreso medio por casa en el condado era de 44.630$, y el ingreso medio para una familia era de 49.421$. Los hombres tenían un ingreso medio de 38.814$ contra 22.435$ de las mujeres. Los ingresos per cápita para el condado eran de 15,625$. Aproximadamente el 5,80% de las familias y el 7,10% de la población está por debajo del nivel de pobreza, incluyendo el 8,30% de menores de 18 años y el 5,30% de mayores de 65.

## Localidades
- Bear River City
- Brigham City
- Corinne
- Deweyville
- Elwood
- Fielding
- Garland
- Honeyville
- Howell
- Mantua
- Perry
- Plymouth
- Portage
- Riverside
- Snowville
- South Willard
- Tremonton
- Willard